# Georg Minden

Georg Minden

Georg Minden (31. August 1850 in Berlin; † 17. Januar 1928) war ein deutscher Verwaltungsjurist und Vorsitzender der reformjüdischen Gemeinde von Berlin.

## Leben
Minden war der einzige Sohn des Handlungsreisenden und Seidenwarenhändlers Leopold Minden (1822–1902), einem frühen und späteren Ehrenmitglied von Samuel Holdheims Berliner Reformgenossenschaft, und seiner Frau Henriette, geb. Oppenheim. Er studierte Rechtswissenschaften an der Universität Heidelberg und wurde dort 1869 Mitglied des Corps Suevia Heidelberg. Nach den juristischen Staatsexamen und der Promotion zum Dr. jur. wurde er Richter am Amtsgericht Berlin, danach Beigeordneter im Magistrat von Berlin. 1884 wurde er Syndikus des städtischen Pfandbriefamtes von Berlin und 1905 dessen Direktor. Georg Minden war Geheimer Regierungsrat.
Georg Minden war langjähriger Vorsteher der reformjüdischen Gemeinde Berlins. Er gehörte seit 1886 der Repräsentantenversammlung der Jüdischen Gemeinden Berlins an und war von 1915 bis 1921 auch deren Vorsitzender. Sein Haus war in seiner Hauptwirkungszeit einer der gesellschaftlichen Mittelpunkte des jüdischen Lebens in Berlin. Minden war Mitglied des Kuratoriums der 1864 errichteten Zunz-Stiftung, die bis 1939 bestand und deren Archiv sich heute in der Handschriftenabteilung der Jerusalemer Nationalbibliothek befindet.
Er war Förderer des Berliner Museums für Völkerkunde und der Berliner Anthropologischen Gesellschaft, für die er die Rudolf-Virchow-Plakette, eine Vorgängerin des Rudolf-Virchow-Förderpreises, stiftete. 1889 war er Mitglied im Gründungskomitee für das Museum für deutsche Volkstrachten und Erzeugnisse des Hausgewerbes. 1914 stiftete er gemeinsam mit seiner Frau Franka eine Marmorbüste Georg Schweinfurths, ausgeführt vom deutschen Bildhauer Fritz Schaper, für die Räume der Gesellschaft für Erdkunde in Berlin.

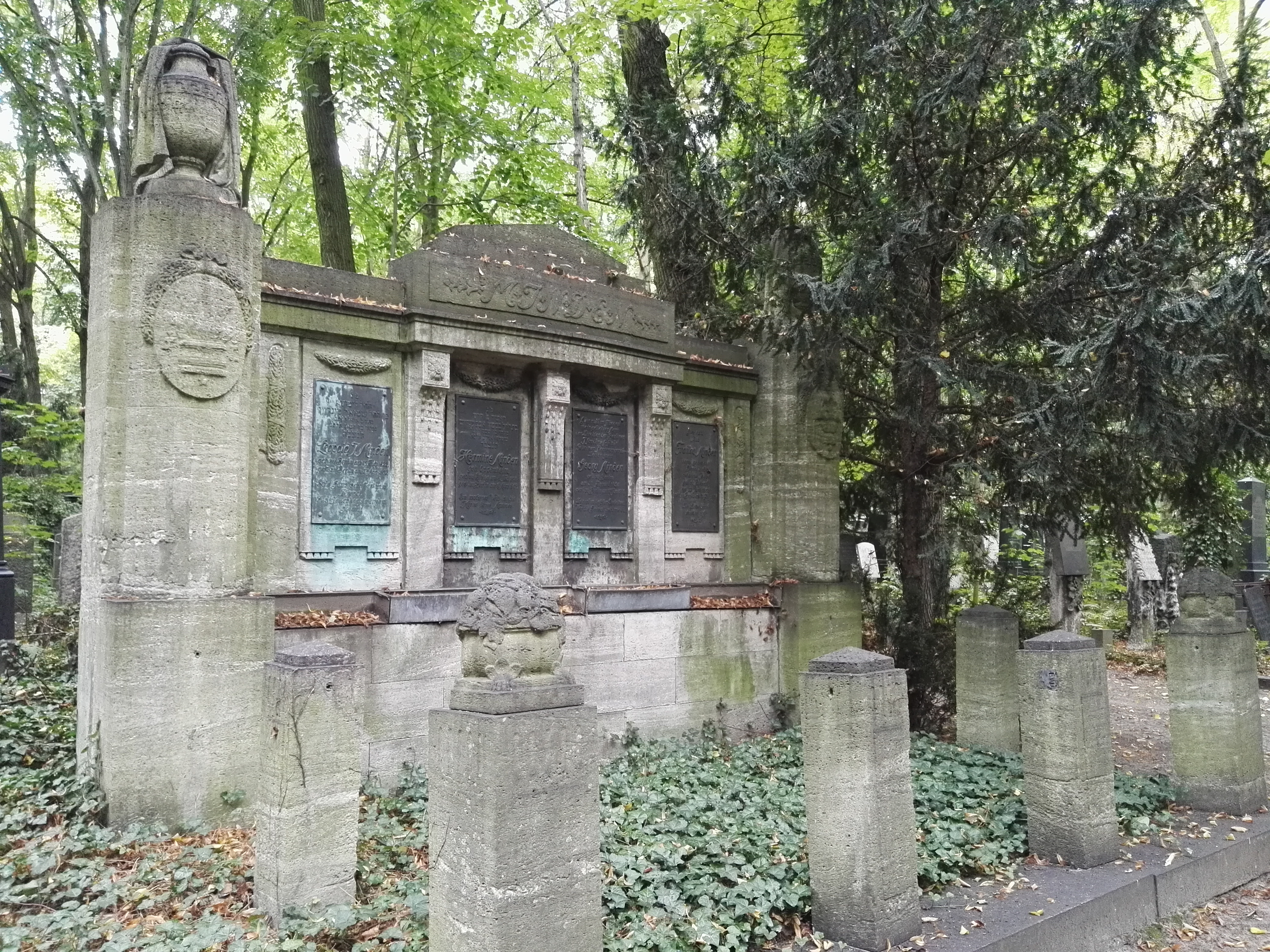
Grabstätte

Sein Grab befindet sich auf dem Jüdischen Friedhof Berlin-Weißensee.

## Schriften
- Zum Gedächtnis an Leopold J. Minden, geb. 19. Aug. 1822 zu Berlin, gest. 27. Nov. 1902 zu Berlin. Berlin: Rosenthal 1903
- Magine Rèim <Verein zu gegenseitiger Hülfe> 1804-1904. Ein Rückblick auf 100 Jahre. (Verf.: Dr. J[eremias] Heinemann; fortges. von Dr. jur. Georg Minden) Berlin: L. Borchardt 1904